# Wiktor Turpak
Wiktor Turpak (ukr. Віктор Турпак, ros. Виктор Турпак, Wiktor Turpak; ur. 16 lutego 1944 w Kijowie, Ukraińska SRR, zm. 18 kwietnia 1998 we Lwowie, Ukraina) – ukraiński piłkarz, grający na pozycji bramkarza, trener.

## Kariera piłkarska

### Kariera klubowa
Wychowanek jednej z piłkarskich szkół w Kijowie. Rozpoczął karierę piłkarską w klubie Dynamo Kijów, skąd trafił do Dynama Chmielnicki. Został zauważony przez selekcjonerów klubu Karpaty Lwów. 2 kwietnia 1967 zadebiutował w barwach Karpat. To dzięki jego znakomitej grze w bramce Karpaty zdobyli Puchar ZSRR w 1969. Po zakończeniu sezonu 1969 przez problemy życiowe zmuszony był opuścić Karpaty. Występował w takich klubach jak Desna Czernihów, Szachtar Kadijewka oraz Metalist Charków. Jednak kariera dalej nie złożyła się pomyślnie.

## Kariera trenerska
Po zakończeniu kariery piłkarskiej próbował zająć się pracą trenerską. Jednak też nie mógł odnaleźć siebie na tym stanowisku. Nie złożyło się również życie osobiste. Później zachorował. Lekarze ratując jemu życie od hangreny musieli odciąć jedną nogę. 18 kwietnia 1998 zmarł we Lwowie.

## Sukcesy i odznaczenia
- zdobywca Pucharu ZSRR: (1x)

1969
- Nagrodzony tytułem Mistrz Sportu ZSRR w 1970.